# Соботка, Вольфганг
Во́льфганг Со́ботка (нем. Wolfgang Sobotka; род. 5 января 1956, Вайдхофен-ан-дер-Ибс, Нижняя Австрия) — австрийский государственный, политический и общественный деятель, дирижёр и музыкальный педагог. Член Австрийской народной партии (ÖVP), председатель Национального совета Австрии с 20 декабря 2017 года.

## Карьера
До того как начать свою карьеру, Вольфганг выучился в Венском университете и получил музыкальное образование в Венском университете музыки и исполнительского искусства. Он преподавал до 1992 года в городе Ибс-ан-дер-Донау, позже с 1996 до 1998 года в своем родном городе Вайдхофен-ан-дер-Ибс.
В 1982 году Вольфганг вступил в муниципальный совет Вайдхофена, в котором с 1992 по 1996 год занимал должность городского советника финансов и руководителя фракции Народной партии Вайдхофена.
В 1996 году занял должность бургомистра города Вайдхофен-ан-дер-Ибс, а уже в 1998 году вошёл в правительство Нижней Австрии. 
С 2009 по 2016 год назначен заместителем Вернера Файмана, Федерального канцлера Австрии. 
С 20 декабря 2017 года является председателем Австрийского Национального совета.

## Награды
- Орден «За заслуги» III степени (23 августа 2024 года, Украина) — за весомый личный вклад в укрепление межгосударственного сотрудничества, поддержку суверенитета и территориальной целостности Украины, популяризацию Украинского государства в мире[6]